# Fort de Bourlémont

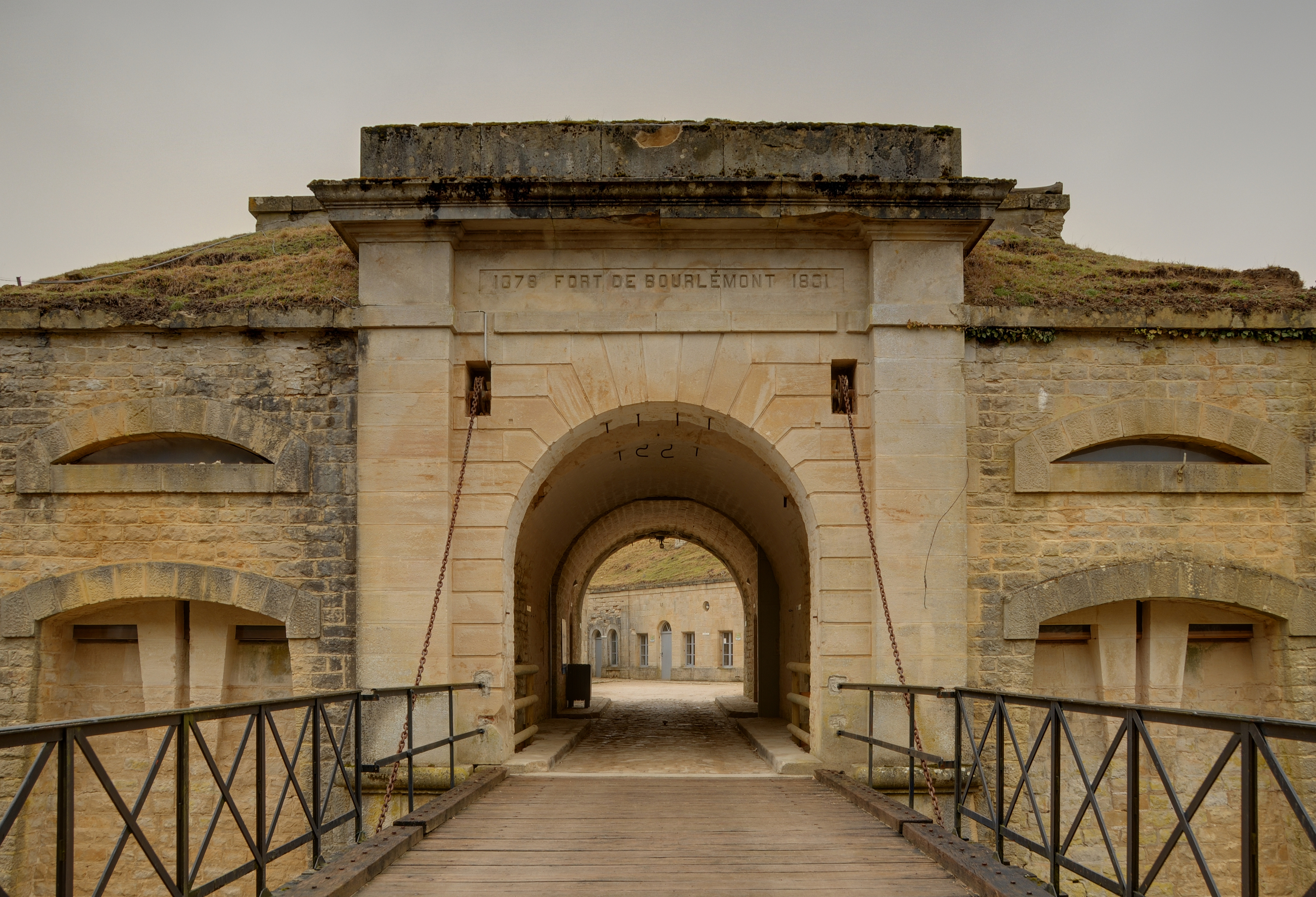
Haupteingang

Das Fort de Bourlémont (auch Fort Choiseul) war ein Teil des französischen Verteidigungssystems Barrière de fer. Es liegt auf dem Gebiet der Gemeinde Mont-lès-Neufchâteau. Der Name stammt von dem nordwestlich im gleichen Waldgebiet liegenden Château de Bourlémont.

## Benennung
Ursprünglich war es Fort de Bourlémont benannt. Per Präsidialdekret vom 21. Januar 1887 setzte der Kriegsminister Georges Boulanger um, dass alle Forts, befestigten Artillerieanlagen und Kasernen des Système Séré de Rivières die Namen von ehemaligen Militärkommandanten zu tragen hätten, weswegen das Fort den Namen Fort de Choiseul nach Étienne-François de Choiseul erhielt.  Am 13. Oktober 1887 wurde das vom Nachfolger Boulangers, Théophile Ferron, mit der Note n° 14980 vom gleichen Datum rückgängig gemacht und das Fort erhielt seinen ursprünglichen Namen zurück.

## Aufgaben
Das Fort spielte eine erhebliche Rolle bei der Verteidigungsstrategie des sogenannten „trouée de Charmes“, der Lücke zwischen den Befestigungssystemen Épinal-Belfort und Toul-Verdun an der französischen Ostgrenze.
Hauptaufgabe des Forts war es, mit konzentriertem Artilleriefeuer zu decken:
- den taktischen Rückzug der eigenen Truppen aus den Wälder von Mirecourt
- den wichtigen Verkehrsknotenpunkt von Neufchâteau mit vier Bahnlinien und fünf Straßen
- die Täler von Saônelle und Midrevaux
- sowie den Durchbruch feindlicher Truppen in das Pariser Becken zu verhindern

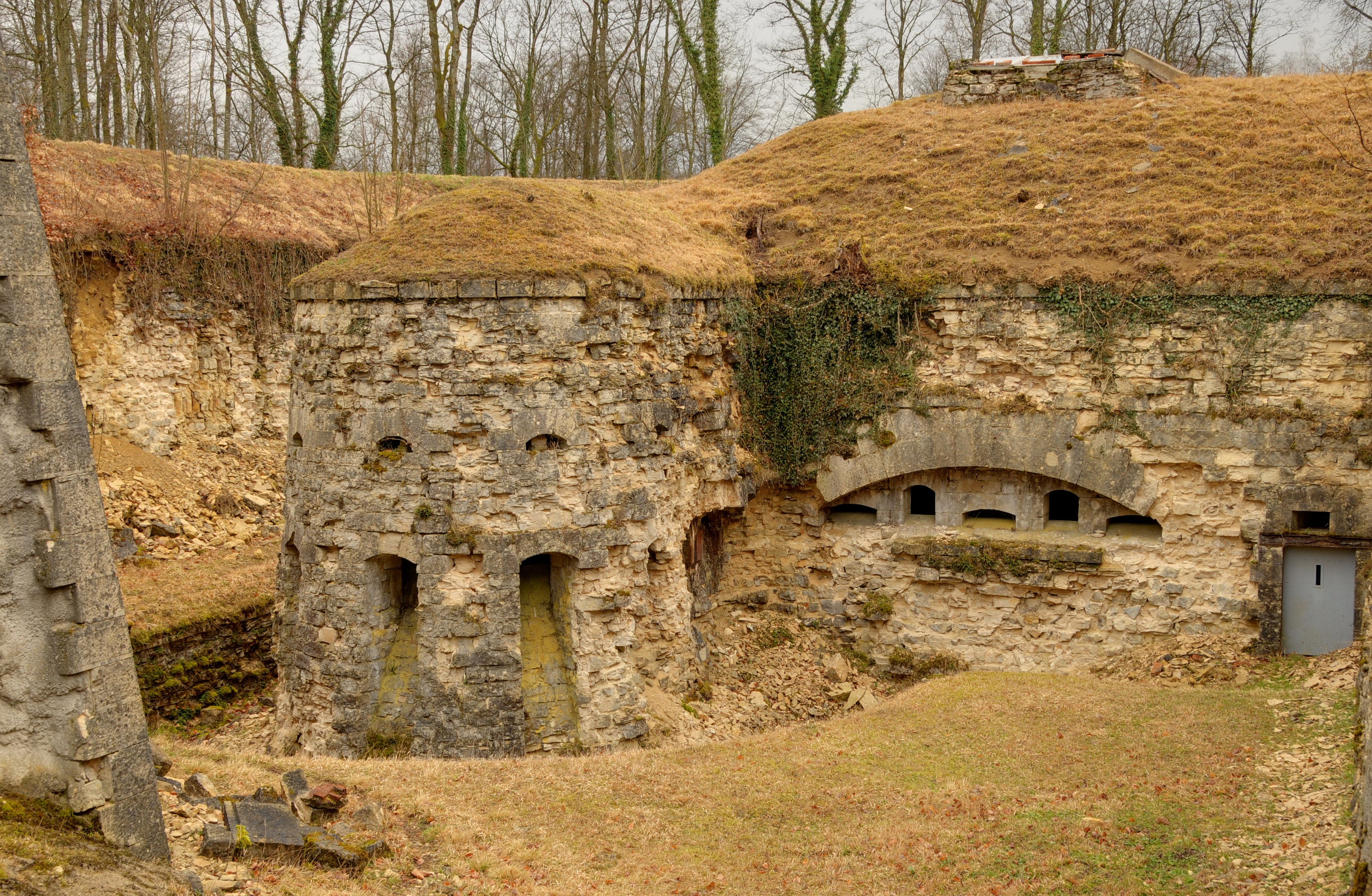
Kehlgrabenkaponniere

Voll ausgerüstet war das Fort für drei Monate von jeglicher Versorgung unabhängig.

## Beschreibung
Baubeginn war der 15. Juli 1878, die Indienststellung erfolgte am 15. Oktober 1881. Die Baukosten beliefen sich auf total 2.000.000 Goldfrancs.
Das Fort, das den ungefähren Grundriss einer Raute hat, liegt in einem Wald ca. drei Kilometer nördlich von Neufchâteau. Die Höhe über NN beträgt 425 Meter. Es ist in Mauerwerk aufgeführt, von einem trockenen Graben umgeben und weist mit der Spitze nach Norden, in die Flanke der hier eventuell einströmenden deutschen Truppen. In der Contreescarpe der Frontgrabenspitze befindet sich die doppelte Grabenstreiche, die die beiden Facen des Werkes sicherte. An den einspringenden Winkeln von den Facen zum Kehlgraben waren Kaponnieren zur Deckung der Kehle angebaut. Das Ravelin ist beidseitig mit einer Zugbrücke ausgestattet. Das Kernwerk bedeckt eine Fläche von 3,6 Hektar, mit dem Graben von 4,5 Hektar. Neben der Kaserne war eine Bäckerei mit zwei Backöfen, in der insgesamt 360 Portionen Brot am Tag gebacken werden konnten, sowie ein Krankenrevier mit 85 Betten vorhanden. Im Fort befinden sich insgesamt 91 Räume und Unterstände sowie Einstellmöglichkeiten für 14 Pferde. Daneben gab es einen Brunnen und zwei Zisternen mit je 300 m³ Inhalt.
Nachdem das Militär die Liegenschaft endgültig aufgegeben hatte, ging sie in den Besitz von Mont-lès-Neufchâteau über. Seither durch einen Förderverein restauriert, steht das Fort Besuchern offen.

## Besatzung
Die etatmäßige Besatzung bestand aus 664 Mannschaften, 36 Unteroffizieren und 19 Offizieren.

## Bewaffnung
| 1881                                            | 1883–1886                                    | ab 1886                                    |
| ----------------------------------------------- | -------------------------------------------- | ------------------------------------------ |
| 15 × „Canon de 120 mm L modèle 1878“            | 2 × „Canon de 155 mm L modèle 1877“          | 7 × „Canon de 155 mm L modèle 1877“        |
| 4 × „Canon Reffye de 85 mm“                     | 15 × „Canon de 155 mm L modèle 1877“         | 10 × „Canon Lahitolle de 95 mm“            |
| 4 × Mörser „Mortier de 220 mm modèle 1880“      | 2 × „Canon Reffye de 85 mm“                  | 4 × „Canon Reffye de 85 mm“                |
| -                                               | 4 × Mörser „Mortier de 220 mm modèle 1880“   | 4 × Mörser „Mortier de 220 mm modèle 1880“ |
| -                                               | 2 × Mortier lisse de 15 (150 mm)             | 2 × Mortier lisse de 15 (150 mm)           |
| Flankierungsgeschütze in den Grabenwehren       |                                              |                                            |
| 4 × Mitrailleuse                                | 4 × Canon revolver de 40 mm modèle 1879      | 4 × Canon revolver de 40 modéle 1879       |
| 4 × Vorderladergeschütze Canon de 4 modèle 1858 | 4 × „Canon de 120 long modèle 1878“          | 4 × „Canon de 120 long modèle 1878“        |
| -                                               | *Minimalschartenkanonen auf Wandpivotlafette |                                            |

Dazu kamen:
- 150.000 kg Schwarzpulver in Gebinden zu je 50 kg
- 985.000 Geschosse aller Kaliber

## Ereignisse
- Von 1881 bis 1914 war das Fort dauernd besetzt. In Garnison lag hier ein Detachement des 79e Régiment d'Artillerie (79. Artillerieregiments).
- 1912 wurde das Fort als veraltet zweitklassig eingestuft.
- Von 1914 bis 1918 war die Anlage in Anbetracht des sich weiter nördlich abspielenden Konflikts voll armiert und einsatzbereit.
- Bei Kriegsende 1918 wurde das Fort von amerikanischen Truppen in Beschlag genommen. Es wurden elsässische [sic] und deutsche Soldaten interniert.
- 1918 bis 1939: Verwendung als Munitionsdepot. Nur eine kleine Wachmannschaft war noch stationiert.
- 1940 bis 1945: Verwendung als Munitionsdepot durch deutsche Truppen
- 1945 bis 1950: Bewachte militärische Liegenschaft ohne Verwendung
- 1950 bis 1996: Militärisches Übungsgelände